# Pseudopoda taibaischana
Pseudopoda taibaischana là một loài nhện trong họ Sparassidae.
Loài này thuộc chi Pseudopoda. Pseudopoda taibaischana được Peter Jäger miêu tả năm 2001.